# Nico Fidenco Show
Nico Fidenco Show è un album pubblicato nel 1967, l'ultimo inciso dall'omonimo cantante italiano per la RCA.
Composto per la maggior parte da inediti (tra cui anche una versione della celebre canzone di Riz Ortolani More), viene edito per la linea economica denominata Special (i trentatré giri venivano venduti al prezzo di 1.800 lire contro il prezzo corrente che era di 2.700 lire).

## Tracce
Lato A
1. Solo un momento fa
2. Cheek to Cheek
3. Finché il mondo sarà
4. L'amuri
5. Silenzioso slow
6. Old Man River

Lato B
1. Tu non mi lascerai
2. Nessuno
3. Again
4. Una moglie americana
5. More
6. Non dimenticar